# Mohamed Senoussi
Cet article concerne le basketteur. Pour l'universitaire et écrivain tunisien, voir Mohamed Snoussi.
Mohamed Senoussi, de son nom complet Mohamed Aref Senoussi, né le 13 avril 1938, est un basketteur tunisien.
Il détient le record tunisien de titres en tant que joueur et en tant qu'entraîneur. Il a également été arbitre fédéral. À ce jour, c'est le seul basketteur à avoir été choisi comme meilleur sportif en Tunisie et le seul sportif tunisien à s'être vu décerner un prix de fair-play par l'Unesco pour « sa carrière sportive en tant que joueur et en tant qu'arbitre qui a été en tous points et de tout temps exemplaire sur le plan du fair-play ».
Il entame sa carrière avec les seniors de l'Étoile sportive de Radès en 1958-1959 et se trouve tout de suite appelé en équipe nationale par l'entraîneur Hamadi Driss. Il obtient son premier titre en 1960-1961 durant la coupe de Tunisie. Par la suite, il est appelé à entraîner l'équipe de Radès dont il enrichit le palmarès en tant qu'entraîneur et joueur, poste qu'il va cumuler avec celui d'entraîneur national. Il aura d'ailleurs un long bail avec l'équipe nationale comme entraîneur ou directeur technique.
Il choisit de se retirer et de s'installer dans la ville de Grombalia où il contribue à lancer la Dalia sportive de Grombalia, équipe qui remporte la coupe de Tunisie en 2006. En semi-retraite, il est appelé à la rescousse par le Stade nabeulien en 2004 et lui permet de remporter la coupe à son tour. Depuis, il se contente d'apporter son expertise technique.

## Parcours
- Joueur (1959-1963) et entraîneur-joueur (1963-1974) à l'Étoile sportive de Radès
- Directeur technique national à la Fédération tunisienne de basket-ball (1969-1972, 1988-1990, 1993-1995)
- Entraîneur de l'équipe nationale (avril 1972-mai 1978, novembre 1979-août 1981, décembre 1990-novembre 1991)
- Entraîneur du Stade nabeulien (1975-1977, 2004), du Club sportif de Hammam Lif (1977-1978), du Club sportif des cheminots  (1979-1980) et du Club africain (1982-1983)

## Palmarès

### Joueur
- Coupe de Tunisie masculine de basket-ball
  - Vainqueur : 1961, 1962, 1963
- Championnat d'Afrique masculin de basket-ball
  -  Médaille d'argent : 1965
  -  Médaille de bronze : 1970

### Entraîneur-joueur
- Championnat de Tunisie masculin de basket-ball
  - Vainqueur : 1964, 1965, 1966, 1967, 1968, 1969, 1970, 1971, 1972
- Coupe de Tunisie masculine de basket-ball
  - Vainqueur : 1964, 1965, 1968, 1970, 1971, 1972
- Coupe du Maghreb des clubs champions
  - Vainqueur : 1971

### Entraîneur
- Championnat de Tunisie masculin de basket-ball
  - Vainqueur : 1975 (Stade nabeulien)
- Coupe de Tunisie masculine de basket-ball
  - Vainqueur : 2004 (Stade nabeulien)